# Marka Míková

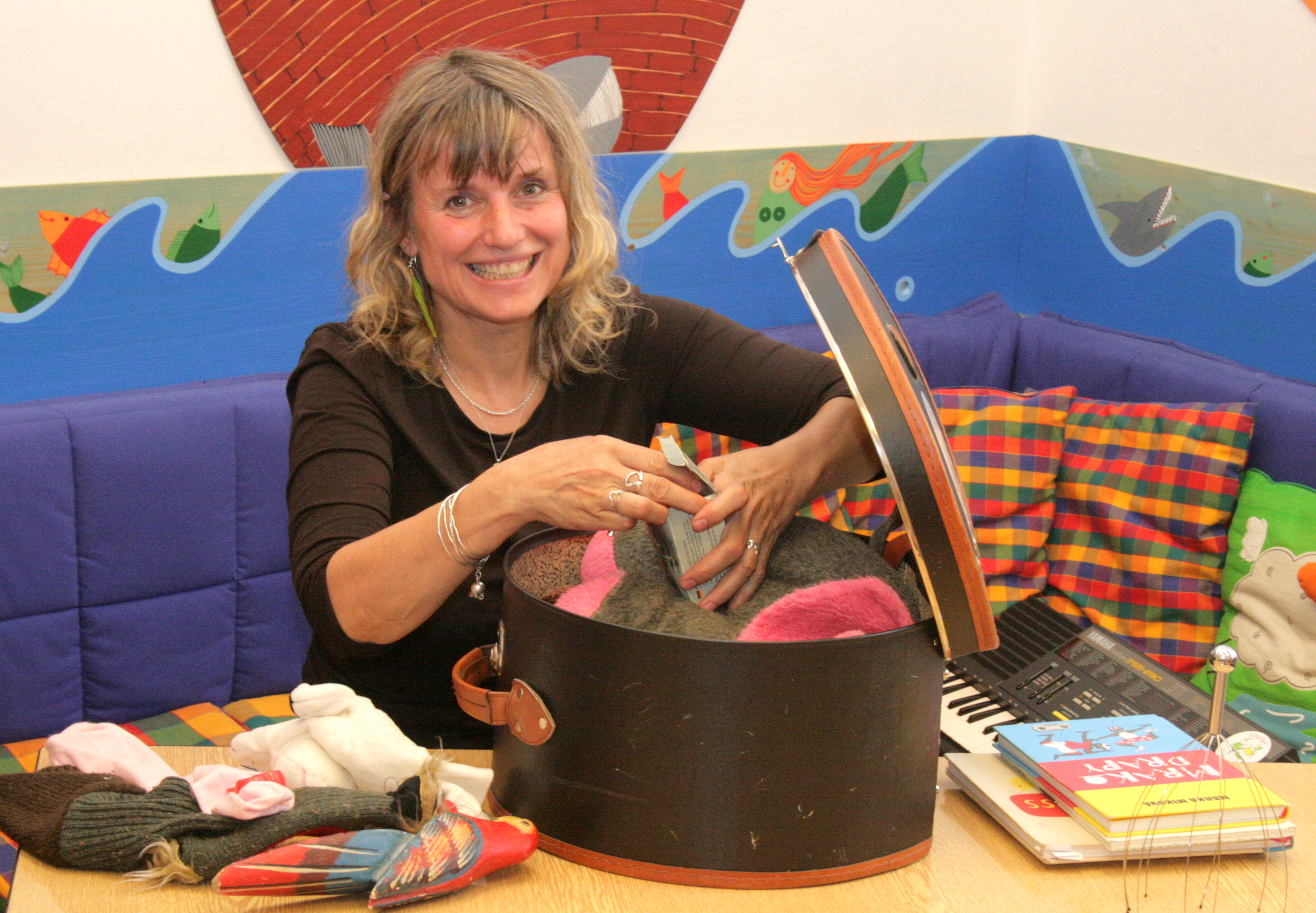
Marka Míková (2014)

Marka Míková (geboren als Marie Horáková; * 28. Dezember 1959 in České Budějovice) ist eine tschechische Schauspielerin und Sängerin. Sie wurde international bekannt durch ihre Titelrolle in Wie man Dornröschen wachküßt.

## Leben
Marie Horakova hatte ihre erste Rolle 1972 in dem Film  Der Strohhut (Slamený klobouk). In ihrem zweiten Film spielte sie an der Seite von Miroslava Šafránková in Karel Kachyňas Film Kleines Fräulein Robinson (1974). Im Jahr 1978 spielte sie die Prinzessin Ruzenka, eine moderne Antwort auf Dornröschen,  in Václav Vorlíčeks Wie man Dornröschen wachküßt. Diese Rolle brachte ihr internationale Popularität ein. 1981 war sie in dem Film Rübezahl und die Skiläufer (Krakonos a lyzníci) zu sehen. Auch in deutschen Filmen war sie zu sehen, u. a. als Veronika, Zofe der von Claude Jade gespielten Heldin in Vicki Baums Rendezvous in Paris (1982). In Tschechien ist sie außerdem als Sängerin der Band „Dybbuk“ (seit 1987 „Zuby Nehty“) bekannt.

## Filmografie
- 1972: Slamený klobouk
- 1974: Kleines Fräulein Robinson (Robinsonka)
- 1976: Panenka z vltavské tune (Fernsehfilm)
- 1976: Sova sídlí v dutém strome (Fernsehfilm)
- 1978: Wie man Dornröschen wachküßt (Jak se budí princezny)
- 1981: Rübezahl und die Skiläufer (Krakonos a lyzníci)
- 1982: Rendezvous in Paris